# Saturnia cephalariae
Espèce
Saturnia cephalariae est une espèce d'insectes lépidoptères (papillons) de la famille des Saturniidae, de la sous-famille des Saturniinae et du genre Saturnia ; cette espèce est placée dans le sous-genre Eudia.
Saturnia (Eudia) cephalariae est un papillon eurasiatique qui vit notamment en Turquie et en Arménie. 

## Référence taxinomique
- (en) LepIndex : Saturnia cephalariae